# Wehner – die unerzählte Geschichte
Wehner – die unerzählte Geschichte ist ein zweiteiliges Doku-Drama von Heinrich Breloer aus dem Jahr 1993. Es erzählt in nachgespielten Szenen, historischen Aufnahmen sowie Interviewausschnitten mit Zeitzeugen wichtige Stationen aus dem Leben des Politikers Herbert Wehner.
Der erste Teil des zweiteiligen Films, Die Nacht von Münstereifel, schildert dabei hauptsächlich das politische Leben und Wirken Wehners sowie anderer wichtiger politischer Mandatsträger wie Willy Brandt, Rainer Barzel und Helmut Schmidt in den 1960er und 1970er Jahren, insbesondere Wehners Rolle und Konflikte im Zusammenhang mit dem Rücktritt Willy Brandts als Bundeskanzler.
Der zweite Teil, Hotel Lux, beleuchtet die jüngeren Lebensjahre Wehners von seinem frühen politischen Engagement über seine Zeit im Moskauer Exil bis zu seiner Ausreise nach und Haft in Schweden.

## Auszeichnungen
- 1993: Prix Europa Special[1]
- 1993: Adolf-Grimme-Preis an Heinrich Breloer
- 1993: Goldener Gong an Heinrich Breloer (Regie) und Monika Bednarz (Schnitt)
- 1993: DAG-Fernsehpreis